# 宝生リリー
宝生 リリー（ほうしょう りりー、1991年10月2日 - ）は、日本のAV女優。

## 略歴
2013年10月3日、AVデビュー当時は芽森しずく（めもり しずく）で所属はT-POWERS。
その後朝日奈るみな（あさひな るみな）に改名し、所属もEve-Rest Model Agencyに移籍。
2018年1月21日より宝生リリーに改名。LINXに再移籍。
2018年12月4日、突如AV業界引退を発表。
2019年3月3日、一花琴音（いちか ことね）に改名し復帰、所属事務所もBELLTECHに移籍する旨を報告。
2019年10月1日、再び宝生リリーに改名。
2022年8月8日、同年1月に美容クリニックでレーザー脱毛施術を受けたところ、機器の不備のため腹部および背面に火傷を負ったことを告発。後遺症も残っており、本業の撮影もキャンセルとなった。このニュースは台湾でも報道された。

## 人物
実の父親がギャンブルによる借金を苦に自殺している。AVデビューは父親の残した借金返済のためだったと言っている。2019年3月16日に発達障害であることを告白。2019年4月16に身体醜形障害であることを告白。
趣味は、音楽鑑賞。障害者の兄がおり、福祉の勉強をしたいとの希望があり、デビュー作の中で、スウェーデンに留学したいと発言している。
初体験は19歳。経験人数は3人。
お嬢様の様な雰囲気に舌足らずな喋り方で溢れ出るMっ気オーラを持ち合せており桃太郎映像よりリリースされた作品で「ユーザーが選んだ 一番不倫したい美女No.1 宝生リリー」と称される。
好きなAV女優は希島あいり。
愛猫家でジャスミン・アイリス・デイジー・リリーの4匹と暮らしている。

## 脱毛の医療ミスによる火傷と休業
2022年8月8日、自身のtwitterで、腹部、臀部などに広範囲にわたる火傷の画像を公開し、医療脱毛を受けた際に、医療ミスによる火傷を負ったことを発表した。これは2022年1月に、令和の虎の出演などで知られる、YouTuberで美容医師であるドラゴン細井（細井龍）が経営するアマソラクリニックでレーザーによる医療脱毛を受けた際（実際に施術を行ったのは看護師）医療ミスによって、腹部や臀部などの広範囲に真っ赤な火傷を負い、背中も水ぶくれだらけになるという被害を受けた。宝生は施術中に何度も痛みを訴えたが、クリニック側は全く取り合わず、ミスに気づかないまま数時間にわたってレーザーを照射し続けた。火傷が判明した後も、謝罪や賠償は2022年8月に到るまで行われず、その後も火傷の痕が残っており、受傷後の2022年1月から8月までのあいだ、オファーはあったが、全身の肌を晒すことが前提のAV女優としての仕事は一切できなかったと本人は述べている。このことが報じられた後、レーザー脱毛機の故障で自らも火傷を負った医師の麻生泰は、引用や返信でこの話題に触れ、美容整形外科医の高須克弥は以後の治療などについてtwitter上で助言を行った。
2022年8月18日、ドラゴン細井が開業前に勤務していた、東京美容外科の統括院長の麻生泰は取材に答えて、施術に使用したレーザー照射機材のミスのしやすさにも触れた上で「東京美容外科で同じ事例が起きたと仮定して、私なら謝ります。そして、脱毛に関しては全額返金し、火傷の治療、ケアを行います」と発言し、ドラゴン細井に「謝るべき」「真摯な対応をしてほしい」と述べた。

## 出演作品

### 芽森しずく
| 発売日   | タイトル                                                                      | 品番    | メーカー     | 備考        |
| 2013年   | 2013年                                                                        | 2013年  | 2013年       | 2013年      |
| -------- | ----------------------------------------------------------------------------- | ------- | ------------ | ----------- |
| 12月20日 | 新・素人娘、お貸しします。12                                                  | chn025  | プレステージ | ※デビュー作 |
| 2014年   |                                                                               |         |              |             |
| 1月10日  | 働くオンナ3 芽森しずく SPECIAL SP.02                                          | jbs011  | プレステージ |             |
| 2月11日  | 絶対的美少女は、僕のペット。                                                  | abp100  | プレステージ |             |
| 3月11日  | 最高のセックス。                                                              | abp115  | プレステージ |             |
| 4月22日  | 天然成分由来 芽森しずく汁120%                                                 | abp135  | プレステージ |             |
| 5月23日  | 人生初・トランス状態 激イキ絶頂セックス                                       | abp146  | プレステージ |             |
| 6月20日  | 奴隷ソープ嬢                                                                  | abp161  | プレステージ |             |
| 7月19日  | 美しいお嬢様の卑猥なる飼育                                                    | abp172  | プレステージ |             |
| 9月19日  | 芽森しずくがご奉仕しちゃう超最新やみつきエステ                                | abp196  | プレステージ |             |
| 10月10日 | 俺達の痴漢専用ペット                                                          | abp204  | プレステージ |             |
| 11月21日 | 絶対的下から目線 おもてなし庵 ドM小町 芽森しずく                              | abp223  | プレステージ |             |
| 12月19日 | 芽森しずく なまなかだし                                                       | abp234  | プレステージ |             |
| 2015年   |                                                                               |         |              |             |
| 1月10日  | 芽森しずくドッキリSP 専属女優・芽森しずくを即ハメドッキリでイカせちゃいます!! | abp242  | プレステージ |             |
| 2月11日  | 旦那の家族は、変態家族。                                                      | abp257  | プレステージ |             |
| 4月10日  | 芽森しずく 8時間 BEST PRESTIGE PREMIUM TREASURE 01                            | ppt020  | プレステージ | ※総集編     |
| 5月7日   | 濃厚、密着、セックス。                                                        | pgd774  | プレミアム   |             |
| 6月7日   | ノーパン誘惑女教師                                                            | pgd783  | プレミアム   |             |
| 7月7日   | プレミアム スタイリッシュソープ ゴールド                                      | pgd794  | プレミアム   |             |
| 9月7日   | 中出しお義姉さんの誘惑～優しく中出しを誘う淫らな兄嫁～                        | pgd811  | プレミアム   |             |
| 2016年   |                                                                               |         |              |             |
| 1月1日   | 芽森しずく THE BEST 4時間                                                     | gne128  | プレステージ | ※総集編     |
| 1月7日   | お願い、私のお姉ちゃんを…                                                     | shkd660 | アタッカーズ |             |
| 2月7日   | 夫の目の前で犯されて― 強姦に屈した夫婦                                        | shkd665 | アタッカーズ |             |
| 3月7日   | 寝取られた清楚妻                                                              | shkd675 | アタッカーズ |             |
| 4月7日   | 牝畜に堕ちた未亡人                                                            | shkd682 | アタッカーズ |             |
| 5月7日   | 男子寮に監禁された友達の彼女                                                  | shkd690 | アタッカーズ |             |
| 6月７日  | 鬼女たちの宴                                                                  | rbd775  | アタッカーズ |             |
| 6月7日   | 芽森しずく PREMIUM BEST 8時間                                                 | pbd327  | プレミアム   | ※総集編     |
| 8月13日  | 催眠調教 女を狂わす催淫ドラッグ                                               | orbk002 | オルガBLACK  |             |

### 朝日奈るみな
| 発売日  | タイトル                                  | 品番    | メーカー | 備考   |
| 2017年  | 2017年                                    | 2017年  | 2017年   | 2017年 |
| ------- | ----------------------------------------- | ------- | -------- | ------ |
| 3月10日 | 人妻性奴隷 清楚な若妻がメス犬に堕ちるまで | tamm016 | オルガ   |        |
| 7月25日 | 新人OL監禁飼育                            | homa020 | h.m.p    |        |

### 宝生リリー
| 発売日   | タイトル | 品番     | メーカー                      | 備考                                                        |
| 2017年   | 2017年 | 2017年   | 2017年                        | 2017年                                                      |
| -------- | --- | -------- | ----------------------------- | ----------------------------------------------------------- |
| 8月18日  | 射精が止まらない！柔らか巨乳おっぱい濃厚美女パイズリ！ | fch00003 | プレステージ                  | 配信専用                                                    |
| 9月8日   | 夫の知らぬ間に5回中出ししても止まらない若奥様 リリーさん | xrw362   | ケイエムプロデュース          |                                                             |
| 10月6日  | 私…イキたいんです…。 今までSEXでイッた事のない清楚若妻一番自慢のエロ下着を着たまま初イキで 足腰ガックガクになるまでイキ乱れる！！                                                                                       | kku001   | プレステージ                  | 他出演： 小嶋えみ 浅木真央 唯川千尋                         |
| 10月19日 | スレンダー巨乳の美人妻は旦那に内緒でキメパコ性交 | tikp011  | チキチキカマー／妄想族        |                                                             |
| 12月25日 | 母娘強制懐妊 夫の忘れ形見...そして私の宝物...この子の為なら、どんな屈辱や辱めにも耐えてみせます... | apns035  | オーロラプロジェクト          | 共演： 苑田あゆり                                           |
| 2018年   | |          |                               |                                                             |
| 3月1日   | 人妻の浮気心 | soav038  | 人妻援護会/エマニエル         |                                                             |
| 3月1日   | やらしい癒し。ふわふわおっぱいお姉さんの温もり感じるエッチ | sqte203  | S-Cute                        | 他出演： 泉ののか 三原ほのか 優梨まいな 佐倉ねね 橘メアリー |
| 3月2日   | 妻の昼顔が気になる夫が自宅に仕掛けたカメラには若い男を連れ込み何度もSEXしイキまくる妻の姿が… | docp028  | プレステージ                  | 他出演： 竹内麻耶                                           |
| 3月7日   | Fカップお天気お姉さん！ Hが大好きな僕の元カノをリベンジポルノ！ | rvgg001  | 桃太郎映像出版                |                                                             |
| 5月1日   | ムラムラが収まらないのはきっと全部、君のせい。抱き心地よすぎな美女ととろけるSEX | sqte208  | S-Cute                        | 他出演： 天野美優 優梨まいな 佐々波りの 笹倉杏 霧島さくら   |
| 6月13日  | その美少女、敏感につき。快感が止まらない女の子のエッチな生態 | sqte213  | S-Cute                        | 他出演： ひなた澪 琴水せいら 天野美優                       |
| 7月１日  | おねだりがエロ過ぎる清楚系スケベ美少女の素直な性欲 | sqte216  | S-Cute                        | 他出演： 白百合ましろ 観月奏 五十嵐星蘭 金井みお 伊藤紅蘭   |
| 7月27日  | 某社サービスに応募してきたワケあり夫婦2組の夫婦交換スワッピングドキュメント case.02 | kri067   | MAD                           | 共演： 神楽アイネ                                           |
| 8月3日   | うるさいイビキを止めようと何をやっても効果なし… 腹いせに顔面騎乗位で塞いでやると吐息で擦れるアソコが気持ち良すぎて… | docp069  | プレステージ                  | 他出演： 新垣ふみ みゆき菜々子 白咲りの                     |
| 8月7日   | 宝生リリー 初めてのすっぴんお泊ま、り ベロ酔い中出し懇願 すっぴん＋部屋着朝までハメハメドキュメント | pkpd032  | パコパコ団と ゆかいな仲間たち |                                                             |
| 8月25日  | 面接ドキュメント 通りすがりのAV女優 10 おっぱいとバツイチギャルと白昼夢編 | hmnf053  | HMJM                          | 他出演： 理々香                                             |
| 9月13日  | 愛する夫の目の前で孕ませ追撃ピストンに子宮堕ちした巨乳妻 | meyd421  | 溜池ゴロー                    |                                                             |
| 10月5日  | 『愛し合う夫婦が残したいメモリアルヌードフォト』と題された雑誌の企画と妻を騙し、 絶倫チ○ポ男と素肌密着偽撮影会で寝取られ検証！！ 旦那よりも若くてカチカチに反り返ったチ○ポがマ○コまで3cmに超接近して奥さん急激欲情！？3 | docp094  | プレステージ                  | 他出演： 石川祐奈 一二三鈴 三田杏                           |
| 10月7日  | 後ろから私をメチャクチャにして…。～人妻の犯され願望を満たすバック性交～ | juy641   | マドンナ                      |                                                             |
| 10月13日 | 忘年会NTR ～一滴も酒が飲めない妻が上司のお酌を断りきれずに酔わされSEXされた映像～ | meyd431  | 溜池ゴロー                    |                                                             |
| 11月1日  | 禁欲生活で性欲が爆発して男を監禁！ W痴女の逆サンドイッチ種搾りSEX | jufd977  | Fitch                         | 共演： 美保結衣                                             |
| 11月1日  | 超高級中出し専門ソープ | miae327  | ムーディーズ                  |                                                             |
| 11月9日  | 麗しい巨乳和美人がおもてなしする超高級浴衣ヘルス | mdb958   | ケイエムプロデュース          | 他出演： 霧島さくら 逢沢まりあ 羽生ありさ                   |
| 11月19日 | 彼女のお姉さんは巨乳と中出しOKで僕を誘惑 | pppd713  | OPPAI                         |                                                             |
| 12月7日  | 夫の友人NTR種付けプレス 結婚2年目…幸せの絶頂だった俺の誕生日に届いた親友からのビデオレター。 | juy697   | マドンナ                      |                                                             |
| 12月7日  | インテリ女上司の身代わりコスプレ中出し撮影会 | pred113  | プレミアム                    |                                                             |
| 12月13日 | 未だに現役で母さんを抱きまくる僕の絶倫オヤジに嫁が欲情して危険日狙って中出し逆夜這い | meyd454  | 溜池ゴロー                    |                                                             |

### 一花琴音
| 発売日  | タイトル | 品番    | メーカー       | 備考                                    |
| 2019年  | 2019年 | 2019年  | 2019年         | 2019年                                  |
| ------- | --- | ------- | -------------- | --------------------------------------- |
| 6月21日 | １ヶ月溜めたオナ禁特濃精子を何度も中出しされ膣堕ち！混濁精子をたっぷり注ぎ込むと自ら精子を欲しがるほどに淫乱化！ | docp155 | プレステージ   | 他出演： 桃尻かのん 凛音とうか 稲場るか |
| 7月21日 | 取り扱い注意 ドリーム星からやってきた僕たちの彼女                                                                | ymdd158 | 桃太郎映像出版 |                                         |
| 8月16日 | 夫が喫煙している5分間で3発以上義父に中出しされて子供ができるほど毎日10発以上孕ませられている清廉妻               | docp164 | プレステージ   | 他出演： 美園和花                       |

### 宝生リリー（再改名後）
| 発売日   | タイトル | 品番      | メーカー       | 備考                                | 備考                                |
| 2019年   | 2019年 | 2019年    | 2019年         | 2019年                              |                                     |
| -------- | --- | --------- | -------------- | ----------------------------------- | ----------------------------------- |
| 12月12日 | 最近知り合った近所の奥さんは山●美月似の聖母の様だった 人妻 宝生リリー 27歳 アヴェ・マリア…【素人四畳半生中出し】                                            | sy188     | プラム         |                                     |                                     |
| 2月21日  | 義父のデカマラに膣奥が疼いて…夜這いでねじ込まれたデカマラの快感をマ○コに植え付けられた若妻は自ら求めるように…                                               | docp205   | プレステージ   | 他出演： 小鳥遊ももえ               | 他出演： 小鳥遊ももえ               |
| 3月13日  | 元弁護士妻の不倫日記～清楚な人妻の夫には見せたことの無い大胆で淫らに乱れた日々 宝生リリー                                                                   | gnax026   | NAGIRA         |                                     |                                     |
| 4月3日   | 風俗フルコース 極上BODYの高級美女が中出しおもてなしサービス 宝生リリー                                                                                      | hodv21465 | h.m.p          |                                     |                                     |
| 4月17日  | 「終電ないならウチくる？」残業で終電を逃がしてしまった俺は誘われるがまま家にお邪魔する事に。いつも会社で見るスーツ姿とは違うゆるい部屋着姿に興奮してしまい… | docp215   | プレステージ   | 他出演： 飯山香織 桐山結羽 栗山絵麻 | 他出演： 飯山香織 桐山結羽 栗山絵麻 |
| 5月15日  | スマホ個撮】1泊2日朝まで露出デート投稿 宝生リリーちゃん ＃個人撮影 ＃青姦中出し ＃美人すぎるセフレ                                                          | gyan006   | プレステージ   |                                     |                                     |
| 8月7日   | ユーザーが選んだ一番不倫したい美女NO.1 宝生リリー | ymdd199   | 桃太郎映像出版 | ※総集編                             | ※総集編                             |

### アダルトビデオ(その他)
2013年
- 素人個人撮影、投稿。502　絵莉花　21歳　コンビニバイト（11月23日、MGS動画）

2017年
- マジ軟派、初撮。 842 in 新宿 ななせ 25歳 教師 -（6月9日、MGS動画）
- 募集ちゃん ～求む。一般素人女性～  りり 24歳 介護師（デイサービス） -（6月14日、MGS動画）
- ラグジュTV 727　菊池凛　28歳　フリーアナウンサー（2017年7月23日、MGS動画）
- ラグジュTV 740　菊池凛　28歳　フリーアナウンサー（2017年8月5日、MGS動画）
- 舞ワイフ No.738 仲里絵里子 28歳 T:159 B:83(E65) W:57 H:88（2017年8月23日、舞ワイフ）
- Himemix　No.867 RISA T:159 B:83(E65) W:57 H:88（2017年8月31日、Himemix）
- 「私イッた事がなくて…」色白巨乳美人妻のお願い…旦那と健全なSEXライフを送るためにイキたい！→夫に内緒で…ちょっと罪悪感→見知らぬ男の濃厚マ○コ攻めであっさり（祝）初イキ！→イキ過ぎて腰砕け状態なのにチ○コを離さない！？→夫を忘れて初イキ記念2連続中出しSEX！（2017年9月11日、MGS動画）
- 目隠しで口の中身を当ててみよう！美人歯科衛生助手ゆりさん(24)→全部当てたら賞金で猫を飼いたい→「え？これ何ですか？おちん○ん…？」→抜群の口内感覚を持つ美人歯科助手の巨乳をまんまと揉みしだく！→「何でわかったの？」「あったかいもん…」（2017年10月2日、MGS動画）
- パコッター072　Lily(27)T158 B92(F) W56 H90（2017年10月31日、パコッター）
- Ｅ★ナンパＤＸ125　りりかさん(25)T159 B83(E) W57 H88　介護士（2017年11月10日、E★ナンパDX）
- 舞ワイフ No.763 仲里絵里子 28歳 T:159 B:83(E65) W:57 H:88 蒼い再会 （2017年11月27日、舞ワイフ）
- パコッター084　Lily 2(27) T158 B92(F) W56 H90（2017年11月30日、パコッター）

2018年
- S-Cute #560 Lily(26) B83(E)-W57-H88（2018年2月16日、S-Cute）
- 「首絞めてください…」超ド級のドM人妻介護士■※上品さと淫靡さを兼ね備えたスレンダー巨乳妻※男を責めてみたくてAVに応募※チングリ返しでアナル舐め&強制顔面騎乗※乗馬で鍛えた神騎乗位で男優即イキ※「ホントはドMでしょ」と2回戦突入→怒涛のS責めでイキまくり※手マンで直瀑潮噴射※ベッドに向かう間も激ピストン※SもMも楽しめるリバーシブルSEX＜素人人妻、お伺いします＞（2018年6月3日、MGS動画）
- マジ軟派、初撮。 1104　ななせ 25歳 中学校の教師(社会科)（2018年6月14日、MGS動画）
- 【美人介護士】25歳【奴隷癖】りりちゃん参上！三度現れた彼女の応募理由は『刺激が足りないんです…』介護の仕事はストレスが溜まるらしい！【スレンダー巨乳】今回は本人リクエストの【複数プレイ3P】『男性2人に犯されたいの…』ズバ抜けた変態！媚薬オイルで【敏感BODY】『私のおマ◯コ、もっと介護してぇ〜』何度も【大量潮吹き】2本のチ◯ポで串刺し状態に大興奮！何と最後は【ぶっかけ希望】男達の精子を顔で受け止める【ド変態介護士】『この屈辱感たまらないです…』異常な程の性への執着！【AV特別介護認定者】『私、寝た切りにはなりたくないの…』それ言っていいの︎性癖を拗らせた女のSEX最高です！（2018年7月18日、MGS動画）
- 神乳スレンダー美女ゲット◆高齢者専用賃貸住宅で介護士として働く天使のような美女りりさん(26歳)を渋谷の雑踏でゲット！エゲツナイくびれに超美巨乳の上玉はなんとラブホテル初入室！！介護疲れを癒す若反りチ○ポに昇天！！：いくらでラブホ！？ No.007（2018年7月29日、MGS動画）
- 俺の素人 宝生さん T159 B83(E) W57 H88（2018年7月31日、俺の素人）
- はめチャンネル リリー(26) T159 B83(F) W57 H88（2018年８月18日、はめチャンネル）
- しろうとまんまん なな(33) T159 B83 W57 H88（2018年10月26日、しろうとまんまん）
- FC2　いろはさん（26才）旦那以外のペニスを知らなかったスタイル抜群のハイソ系美人若妻★大学教授の旦那が学校行ってる間にラブホで届かなかった膣奥ガンガン突かれて理性を失い絶頂を繰り返す背徳交尾（2018年11月2日、大塚ナルト）
- 俺の素人 リリー嬢 T159 B83(F) W57 H88　（2018年11月8日、俺の素人）
- FC2 奥まで届いてるッ♥旦那が4年間届かなかった子宮口に浮気ナマちんぽが2秒で到達♪ポルチオえぐり回されヨガり狂うドM妻！一度の射精では収まらない種付け交尾で悦びの受精！（2018年11月9日、大塚ナルト）
- 俺の素人 リリーさん 2(25) T159 B83(F) W57 H88　（2018年12月7日、俺の素人）

2019年
- 木曜日更新！ AKNR素人ちゃんねる riri(27) T159 B83(F) W58 H86（2019年1月10日、木曜日更新！ AKNR素人ちゃんねる）
- HAPPY FISH りり（2019年1月11日、HAPPY FISH）
- LadyHunter りりー(20) T159 B83(F-65) W57 H88　（2019年2月8日、LadyHunter）
- 六本木ミッドタウンで見つけた超美人セレブ妻は清楚に見えて欲求不満の底なし性欲モンスターだった！！敏感すぎるF美乳エロボディをくねらせてビクビク痙攣悶え絶頂！昼間からおま○こ全開で生ハメぐちょぐちょドクドク連続中出し3連発！！　（2019年4月7日、MGS動画）
- MGS マジ軟派、初撮。 1333 暇を持て余した巨乳セレブ妻をゲット！！1年にも及ぶ旦那とのセックスレスで誘惑に負けて即ハメ！！溜まりに溜まった欲求を解放する背徳セックス！！　（2019年5月4日、MGS動画）
- スゴイ乳首責めで射精しても射精してもチ○コを強制勃起！【指・舌・おっぱい・クリトリス】あらゆる手段で乳首を責められる！SEX中も乳首責め！暴発誘いまさかの中出し3連発！！！＜エロい娘限定ヤリマン数珠つなぎ！！～あなたよりエロい女性を紹介してください～27発目＞　（2019年6月9日、MGS動画）
- 一花琴音 Fカップ巨乳 貪欲にチ●ポにむしゃぶりついてくる本質的な魔性女ここに降臨！　（2019年8月21日、ぽかぽか/妄想族）
- れいわしろうと ことねる(23) T159 B90(F) W56 H86　（2019年9月13日、れいわしろうと）
- 性欲無限で淫乱すぎる超美人人妻の性のお悩み徹底解決！存在がエロい&脱いでもエロイ魔性の誘惑！ピンク乳首ギン立ちまくり秒刻みでマン汁大増量中！ 旦那の性のお悩み相談のはずが普通にSEX楽しんじゃってるデカチン大好き人妻に射精2連発！！（2019年12月28日、MGS動画）

2020年
- 「私…騙されてません！？」高級官僚の妻GET！！下半身外交が1年以上レスの欲求爆発寸前の美人妻！！強気の性策で領海侵犯(手マン)すれば即潮で開国！！ガチピス黒船チ○コで喘ぎまくるFカップの高級マ○コは新年早々ヤバすぎるぜ！！：いくらでラブホ No.058　（2020年1月9日、MGS動画）
- しろうとまんまん りぃり(26) T159 B87(F) W57 H88　（2020年3月6日、しろうとまんまん）
- サンタコス姿で自撮りに勤しむショートヘア美少女は金よりチ〇ポがだ～い好き！性夜に美巨乳揺らし大量ハメ潮を撒き散らしてイキ狂いｗｗ　（2020年3月20日、MGS動画）
- 女神レベルの美女を偽番組と騙して性夜援交ナンパ！！お酒で真っ赤になった清楚系巨乳お姉さんに上下串刺しセックス！綺麗なお顔に精子でホワイトデコレーションｗｗ　（2020年3月25日、MGS動画）
- 清楚な爆乳レイヤーが肉食系カメコに迫られ貞操観念崩壊☆徐々にNG解除されてデカチンの快楽に狂うヤバイやつｗｗ　（2020年5月6日、MGS動画）

### アダルトVR作品
- もしも宝生リリーが癒し系メンズエステシャンだったら…（2017年8月28日、KMP‐VR）
- 超リアル連続中出しSEX【高精細バイノーラル3D】 宝生リリー　（2017年9月22日、エロタイム-VR）
- 3D絶対領域 美肌、美脚、美ふともも。フェロモンたっぷりお姉さんのニーハイ誘惑VR 宝生リリー　（2018年8月31日、WANZ‐VR）
- エロ整体師体験VR 加湿器で媚薬を充満させた施術室でコリをほぐし続ける事数分…我慢しきれなくなったおマ○コを刺激して痙攣絶頂中出しSEX！！（2018年10月12日、変態紳士倶楽部VR）
- 挿入OKおっパブ嬢2 本番禁止のおっパブ嬢でこっそりズラしハメで！おっパブのハッスルタイムで暗くなった隙に全開のチャックからフル勃起チ○ポを出してパンツごとマ○コにメリ込ませたら、拒否するどころ感じ出した！こりゃイケると思い…　（2018年10月16日、HHH‐VR）

### イメージビデオ（芽森しずく名義）
- 有名モデルの秘密のエロ行為（2014年12月28日、INTEC Inc）

### イメージビデオ（朝日奈るみな名義）
- Rumina のんびりCatLife/朝日奈るみな（2017年6月15日、REbecca）

## インタビュー
- 接近！今週のAV☆Face（2016年1月25日、26日、27日、日刊スポーツ）